# Кинабалу (планина)
Планина Кинабалу (малајс. Gunung Kinabalu) је планина која се налази у округу Ранау, на западној обали Сабаха у Малезији. Заштићен је као парк Кинабалу, место светске баштине. Кинабалу је највиши врх на Борнеовом ланцу Крокер и највиша је планина у малајском архипелагу, као и највиша планина у Малезији. Планина Кинабалу је, такође, двадесета најистакнутија планина на свету по топографском значају.
Године 1997, поновним истраживањем помоћу сателитске технологије утврђено је да је висина врха 4095 метара изнад нивоа мора, што је око 6 метара мање од првобитног истраживања који је износио 4101 метар.
Планина Кинабалу укључује екорегионалне планинске алпске ливаде Кинабала у биому. Планина и околина су међу најважнијим биолошким налазиштима на свету, са идентификованим између 5000 и 6000 врста биљака, 326 врста птица и више од 100 врста сисара. Међу овом богатом колекцијом дивљих животиња налазе се познате врсте попут гигантских биљака рафлезије и орангутана. Планина Кинабалу добила је статус светске баштине Унескоа.
На његов врх може се попети особа у доброј физичкој кондицији и није потребна планинарска опрема ни у једном тренутку на главној рути, али планинари морају увек бити у пратњи овлашћених водича због прописа националног парка и могу имати висинску болест.

## Биологија
Планина Кинабалу, заједно са осталим брдским подручјима ланца Крокер, позната је широм света по својом биодиверзитету ботаничких и биолошких врста са биљкама хималајског, аустралијског и индомалајског порекла. Недавно ботаничко истраживање планине проценило је запањујућих 5000 до 6000 биљних врста (без маховине и јетрењача, али укључујући и папрат), што је више од целе Европе и Северне Америке (искључујући тропске регије Мексика) заједно. Стога је једно од најважнијих биолошких налазишта на свету. Разлог за његову богату разноликост и ендемизам је тај што је његова велика висина могла пружити уточиште хладно прилагођеним врстама током интерглацијала.
Године 2015. велико малезијско-холандско истраживање показало је да су јединствена флора, фауна и гљиве на планинском врху млађе од саме планине и да су се развиле како од локалних тако и од далеких планинских предака.

### Флора
Флора покрива планину у зонама различитих типова станишта, почевши од низијског појаса смоква и биљке месождерке. Затим између 2600 до 3200 метара је слој кратког дрвећа попут четинара Dacrydium gibbsiae и патуљастог грмља, маховине, лишајева, јетрењаче и папрати. Многе најбогатије врсте орхидеја на свету налазе се на високим стеновитим падинама.
Ове биљке имају висок ниво ендемизма (тј. врсте које се налазе само у парку Кинабалу и које се не могу наћи нигде другде у свету). Орхидеје су најпознатији пример са преко 800 врста, укључујући неке од високо цењених (Cypripedioideae, Венерине ципелице), али постоји и преко 600 врста папрати (више од целих 500 врста у Африци), од којих 50 нема нигде другде, и најбогатија колекција на свету за биљке Врчоноше (пет од тринаест нема нигде другде на земљи) које достижу спектакуларне размере (највећа  на свету је ендемска Nepenthes rajah). Паразитска биљка Рафлезије, која има највећи појединачни цвет на свету, такође се налази у Кинабалу (посебно Rafflesia keithii чији цвет нарасте до 94 центиметара у пречнику), иако су цветови ретки и тешко их је наћи.
Његова невероватна биолошка разноврсност у биљном свету настала је комбинацијом неколико јединствених фактора: смештањем у један од најбогатијих биљних региона света (тропска биогеографска регија позната као западна Малесија која обухвата острво Суматра, Малајско полуострво и острво Борнео), чињеница да планина покрива широк климатски распон од нивоа мора до залеђених услова тла у близини врха, назубљени терен и разноликост стена и тла, висок ниво падавина (у просеку око 2700 mm, годину дана у седишту парка), и климатску нестабилност изазвану периодима глацијације и катастрофалних суша које резултирају еволуцијом и специјацијом. Ова разноликост је највећа у низијским регионима (састоје се од низијских Dipterocarpaceae шума, такозваних зато што доминира породица дрвећа Dipterocarpaceae). Међутим, већина ендемичних врста Кинабалуа налази се у планинским шумама, посебно на ултрамафичним земљиштима (тј. земљиштима са мало фосфата и високим садржајем гвожђа и метала отровних за многе биљке; овај висок токсични садржај довео је до развоја карактеристичних биљних врста).

### Фауна
Разноликост биљног света, такође, је станиште великог броја птица и сисара. Постоје неки 326 врста птица у парку Кинабалу, укључујући и Rhinoceros hornbill, Mountain serpent eagle, Dulit frogmouth, Eyebrowed jungle flycatcher и Bare-headed laughingthrush. Двадесет и четири птице се углавном налазе на планини. На планини живи око 100 врста сисара који углавном живе високо на дрвећу, укључујући једног од четири велика мајмуна, орангутан (мада су њихова виђења ретка; процене његовог броја у парку се крећу од 25 до 120). Међу остале сисаре спадају три врсте јелена, малајска ласица (Malayan weasel), азијска патуљаста видра (Amblonyx cinerea) и леопардна мачка (Leopard cat) . Ендемски сисари укључују Black shrew. Међутим, и други његови ендемизми, попут борнејског твора јазавца (Melogale everetti) и врхунски пацов (Rattus baluensis), такође су недавно забележени на оближњој планини Тамбујукон.
Ендемска чланковита глиста садржи мање од десетак познатих врста, али укључују џиновску црвену пијавицу Кинабалу која плени разне кишне глисте, укључујући гигантску глисту Кинабалу. У зони постоји најмање 26 ендемских врста копнених пужева. У 2012. години, велика научна експедиција, коју су заједнички организовали малезијски паркови Сабах и холандски центар за биодиверзитет Натуралис, извршила је ДНК анализу неколико десетина ендемске флоре, фауне и гљивица, како би разумела еволуционо порекло јединственог биодиверзитета Кинабалу.

### Претње и очување
Стрме планине са сиромашним земљиштем нису погодне за пољопривреду или за дрвну индустрију, па су станишта и животињски живот Кинабалуа углавном нетакнути, а око трећина првобитног станишта је сада деградирано. Парк Кинабалу основан је 1964. године, а оближње планине заштићене су као национални парк венац Крокер 1984. године. Климатске промене ће вероватно смањити погодно станиште, за хладно прилагођене врсте са планинских станишта.

## Геологија
Планина Кинабалу је у основи масивни плутон формиран од гранодиорита који упада у седиментне и ултрабазичне стене и чини средишњи део, односно језгро масива Кинабалу. Гранодиорит је наметљив у јако пресавијене слојеве, вероватно од еоценске до миоценске старости, и повезане ултрабазичне и основне магматске стене. Издигнута је из земљине коре као растопљена стена пре милион година. У геолошком смислу то је врло млада планина јер се гранодиорит охладио и очврснуо пре око 10 милиона година. И даље расте према стопи од 5 mm годишње. Током плеистоценске епохе од пре око 100.000 година, масивна планина била је прекривена огромним леденим слојевима и ледницима који су се спуштали низ њене падине, муљајући јој површину и стварајући 1800 метара дубока Low's Gully на њеној северној страни. Његов гранитни састав и глацијални формативни процеси лако су видљиви када се посматрају његови кршевити стеновити врхови.

## Историја
Британски колонијални администратор Хју Лоу направио је први снимљени успон на планини Кинабалу у марту 1851. са локалним водичем. Међутим, није се попео на највиши врх планине, сматрајући га „неприступачним осим крилатим животињама“. У априлу и јулу 1858. године, Лоу је на још два успона пратио Спенсера Сент. Џона, британског конзула у Брунеју. Највишу тачку планине Кинабалу коначно је достигао 1888. године зоолог Џон Вајтхед. Британска ботаничарка Лилијан Гибс постала је прва жена и први ботаничар који се на врх планине Кинабалу попео у фебруару 1910.
Ботаничар Корнер водио је две важне експедиције краљевског друштва Велике Британије на планину 1961. и 1964. Национални парк Кинабалу основан је 1964. године. Парк је проглашен природним местом светске баштине 2000. године.

### Земљотрес 2015. године
Подручје око планине Кинабалу 5. јуна 2015. у 07:15 погодио је земљотрес. Осамнаест људи, укључујући планинаре и планинске водиче, погинуло је у земљотресу и масивном клизишту које је уследило након њега. Погођени су Ранау и многи делови западне обале Сабаха, а врх је тешко оштећен.
Шест дана пре земљотреса, око десет западних туриста (међу којима је било шест мушкараца и четири жене из Канаде, Немачке, Холандије и Уједињеног Краљевства) „мокрило је на планини, за шта локално становништво верује да је разбеснело дух на светом месту“. Туристи су, такође, наводно, викали вулгарне речи када им је њихов планински водич рекао да престану, али је то судија касније одбацио у њиховом суђењу. Ово је изазвало негодовање међу одређеним Сабаханима, који желе да сви наводни преступници буду оптужени и осуђени да плате ,,согит“, врсту одштете, која се даје у облику новца или стоке, ублаже оштећену странку према локалним обичајима Кадазан-Дусун. Она се намеће преступницима у сврху умиривања „оштећених“, помирујући тако заједницу. Међутим, како је већина притворених туриста пуштена из малезијског затвора и бежећи од матичног суда, локални сељани морали су да изведу сопствене ритуале. Након инцидента, неки од туриста и њихових породица извинили су се свим умешаним странама, а влада Уједињеног Краљевства почела је да преиспитује своје путне препоруке за Малезију.

## Дозвола за планинарење
Паркови Сабаха дозвољавају планинарење на врху само планинарима који бораве у планинским колибама. Због ограниченог броја кревета у планинским колибама, само 130 особа дневно може да планинари на планини Кинабалу. Постоје само три врсте планинарских колиба које су у њиховом власништву.

## Планинарска стаза
Планинаре морају стално пратити акредитовани водичи због прописа о националном парку. Постоје две главне полазне тачке: капија Тимпохон (налази се 5.5 км од седишта парка Кинабалу, на надморској висини од 1866 метара) и одмаралиште природе Месилау. Почетна тачка је нешто виша у надморској висини, али прелази гребен, додајући око два километра успона и чинећи укупни број већим. Стаза Месилау више није доступна због земљотреса 2015. године. Џон Грифитс је први и једини који је у својој групи стигао на врх и видео излазак сунца, 1978. године.
Смештај је доступан у парку или изван њега. Паркови Сабах приватизовали су активности на планини Кинабалу. На планини се може организовати једнодневни излет, или планинари (обично) могу остати једну ноћ у одмаралишту на 3270 метара. Већина планинара започиње пењање првог дана дводневног пешачења од капије Тимпохон на 1866 метара. Већина људи овај део планинарења оствари за 3 до 6 сати. Топла храна и пиће доступни су у хотелу Лабан Рата. Већина соба нема топлу воду.
С обзиром на велику надморску висину, неки људи могу да оболе од висинске болести.

### Вододерина Лоу
Вододерина Лоу (названа по Хју Лоу која ју је први пут угледала 1851. године) дугачка је 1800 метара, дубока је клисура на северној страни планине Кинабалу, то је једно од најмање истражених и најнегостољубивијих места на земљи. У марту 1994. године двојица официра британске војске били су жестоко критиковани након што су предводили партију од седам британских и три хонгконшких војника у покушају да се спусте конопцима у јарак, који је захтевао опсежне напоре за спасавање малезијске војске. Партија није била опремљена радио станицама, а два официра и три хонгконшка војника били су заробљени шеснаест дана и нису јели пет дана пре него што су спашени када су носила спуштена хеликоптером. Књига о 31-дневној борби за опстанак под насловом Силазак у хаос објављена је 1996. године, а филмска драма Место мртвих објављена је 1997. године. Прво успешно потпуно спуштање постигло је 27 заједничких малезијско-британских екипа предвођених планинаром и бившим официром британске војске 1998. године.

## Митови о именовању
Мало је прича које су довеле до главних веровања у порекло имена планине. Прво извођење речи Кинабалу извучено је из кратког облика речи Кадазан-Дусун „Аки Набалу“, што значи „поштовано место мртвих“. У међувремену, такође се може веровати да име „Кинабалу“ потиче од Дусунове фразе „тина балу“ што значи „мајка удовица“. Дакле, претпоставља се да је тина балу дух саме планине. Друго разматрање је да Кинабалу чине две речи Дусуна „ки“ (има) и „набалу“ (планина), па „ки-набалу“ значи „имај планину“. Уобичајено је да Дусуни именују место на основу онога што место има. На пример, постоји место названо „киваиг“ које дословно значи „имати воду“. Узимајући у обзир чињеницу да реч „Кинабалу“ у многим Дусуновим дијалектима дословно значи „планина“, значи да је ово објашњење највероватније.
Популарна прича испричана западним и кинеским туристима наводи да назив „Кинабалу“ заправо значи „Цина Балу“ (што би у потпуности значило „кинеска удовица“). Због језичког утицаја код Кадазана Дусуна из Сабаха, изговор речи „Цина“ промењен је у „Кина“. У ранијој књизи Спенсер Сент. Џон, објављеној 1863. године, Кина Балу (кинеска удовица) помиње се као референца за планину.
Речено је да је кинески принц одбачен на Борнео када је његов брод потонуо усред Јужно кинеског мора. Староседеоци из оближњег села су га потом спасили. Како се опорављао, полако је прихваћен као један од људи из села. На крају се заљубио у локалну жену и оженио се њом. Године су пролазиле, а он је почео да осећа носталгију. Зато је затражио дозволу од своје новоосноване породице да се врати у Кину да посети своје родитеље (кинеског цара и царицу). Својој жени је обећао да ће се, чим заврши са породичним обавезама у Кини, вратити на Борнео да би њу и њихову децу вратио у Кину. Када се вратио у Кину, породица га је срећно дочекала. Међутим, на његову несрећу, родитељи се нису сложили са њим да доведе жену у Кину. Још горе, рекли су му да је већ верен за принцезу суседног царства. Немајући избора (због високог поштовања према родитељима), послушао их је.
У међувремену, на Борнеу, његова супруга је постајала све више и више забринута. На крају је одлучила да ће сачекати свог мужа на обали. Међутим, с обзиром да се село налазило далеко од обале, није могла себи да приушти да дође на обалу и свакодневно га чека. Уместо тога, одлучила је да се попне на врх највише планине у близини свог села, како би имала бољи поглед на бродове који плове Јужно кинеским морем. Тако је тада виђена како се пење на планину при сваком изласку сунца, враћајући се само ноћу како би била са својом деци. На крају се због тог напора разболела и умрла на врху хладне планине чекајући супруга. Дух планине, посматрајући је годинама, била је изузетно дирнута њеном оданошћу мужу. Из дивљења овој жени, дух планине претворио ју је у камен. Лице јој је било окренуто према Јужном кинеском мору, тако да је могла заувек чекати повратак свог драгог мужа. Људи у њеном родном граду који су чули за ово такође су били дирнути. Тако су одлучили да планину назову „Кинабалу“ у знак сећања на њу. За њих је планина симбол непрестане љубави и оданости које би жене требале узети као добар пример.

Локална легенда међу становницима Ранауа, округа Сабах, каже да је врх Светог Јована био камен у који је претворено њено тело.

## Температура
Температура планине Кинабалу обично износи -4 °C до 8 °C у децембру до јануара и 3 °C до 12 °C у јуну до септембра. Због хладноће, од децембра до јануара, понекад се на врху планине Кинабалу појављују мраз и лед. Међутим, појава снега забележена је само једном крајем 20. века.